# Параратон
Параратон (Монархи), также известный как Катутуранира Кен Ангрок (История Кена Ангрока, Pustaka Raja Purwa) — яванская хроника :187 на языке кави, сравнительно короткий текст из 32 страниц (1126 строк), который содержит историю царей государств Сингхасари и Маджапахит на востоке Явы.
Параратон открывается реинкарнацией основателя государства Сингхасари (1222—1292) по имени Кен Арок (или Кен Ангрок). Почти половина рукописи — это история жизни Кена Арока до его восшествия на престол в 1222 году. Эта часть носит явно мифический характер. Затем следует ряд более коротких повествовательных фрагментов в хронологическом порядке. Многие из записанных здесь событий датированы. К концу истории становятся все короче и короче и смешиваются с генеалогической информацией о членах королевской семьи Маджапахит.
Поскольку самый старый колофон в рукописях содержит дату 1522 г. эпохи Сака (1600 г. н. э.), последняя часть текста должна была быть написана между 1481 и 1600 гг.

## Название
Хроника наиболее известна под названием Параратон. Это название не содержится в основной части текста, а только в колофонах примерно половины сохранившихся рукописей. Сам текст начинается фразой «Далее следует история Кена Ангрока» (nihan katuturanira Ken Angrok), что, видимо, является первоначальным названием текста или, по крайней мере, его первой части, в которой основное внимание уделяется жизни Кена Ангрока. Издание текста, опубликованное Брандесом (J.L.A. Brandes), содержит оба альтернативных названия: Serat Pararaton atawa Katuturanira Ken Angrok («Книга королей или история Кена Ангрока»). Добавление serat, современного яванского термина для обозначения «книги», вероятно, было нововведением Брандеса. Неуместно называть Параратон сератом, потому что он не принадлежит современной яванской традиции, в которой встречаются серат. Более того, ни в одной рукописи Параратона этот текст не упоминается как серат.
Таким образом, наиболее приемлемым названием для этого текста является просто Параратон. Этот термин явно является производным от основы ratu («монарх»). В самом Параратоне слово рату полностью нейтрально с гендерной точки зрения, поэтому его следует переводить как «монарх» или «королевский», а не как «король». Эволюция от ratu до pararaton не совсем ясна, но морфология слова ясно указывает на множественность. То есть термин «параратон» лучше всего перевести как «Монархи» или «Королевские особы».

## Прелюдия
Параратон начинается с краткой прелюдии, рассказывающей, как Кен Арок воплотился в человека, который впоследствии стал королем. Он принес себя в жертву Ямадипати, яванскому богу дверей, чтобы спастись от смерти. В качестве награды ему было обещано, что после его смерти он вернется на небеса Вишну и реинкарнирует как высший царь Сингхасари.
Обещание было выполнено. Кен Арок был рожден Брахмой от новобрачной крестьянки. Когда он родился, мать оставила его на кладбище, где его сияющее светом тело привлекло внимание Ки Лембонга, проходящего вора. Ки Лембонг усыновил его, вырастил и научил своему ремеслу. Кен Арок предавался азартным играм и грабежам. В рукописи написано, что Кен Арок много раз был спасен божественным вмешательством. На горе Крайар Леджар есть сцена, в которой боги сходят на конференцию, и Батара Гуру (Шива) объявляет Кена Арока своим сыном. Кен Арок также призван обеспечить стабильность и мощь Явы.
За прелюдией следует описание встречи Кена Арока с Лохгаве, брамином, который приехал из Индии, чтобы убедиться, что инструкции Батара Гуру были выполнены. Именно Лохгау попросил Кена Арока встретиться с Тунггулом Аметунгом, правителем Тумапела. Кен Арок затем убил Тунггула Аметунга, чтобы завладеть женой Аметунга, Кен Дедес, а также троном Сингхасари.

## Анализ рукописи
Некоторые части Параратона не могут считаться историческими фактами. В частности, в прелюдии факты и вымысел, фантастика и реальность идут рука об руку. Такие ученые, как К. С. Берг, утверждали, что подобные тексты полностью сверхъестественны и антиисторичны и предназначены не для записи прошлого, а для предсказания будущих событий. Однако большинство ученых признают некоторую историчность Параратона, отмечая многочисленные соответствия с другими надписями и китайскими источниками, и принимают систему отсчета рукописи, в рамках которой возможна действительная интерпретация.
Рукопись была написана в соответствии с характером яванского царствования. Для яванцев функция правителя состоит в том, чтобы связать настоящее с прошлым и будущим и предоставить человеческой жизни соответствующее место в космическом порядке. Король яванского царства является сакральным воплощением целостного состояния, так же как его дворец — микрокосмическая копия макрокосмоса. Король (и основатель династии) обладает врожденной божественностью в гораздо большей степени, чем обычные люди.
Рас сравнил Параратон с санскритской надписью Чанггала (732 г. н. э.), надписью Śivagŗha (Siwagrha) (856 г. н. э.), Калькуттским камнем (1041 г. н. э.) и Бабад Танах Джави (1836 г.) Они демонстрируют явное сходство по характеру, структуре и функциям, а также сходство с текстами из малайской историографии.

## Замечания
1. ↑  '"`UNIQ--ref-00000006-QINU`"' cited in '"`UNIQ--ref-00000007-QINU`"':{{{1}}}

## Дальнейшее чтение
- Brandes, Jan Laurens Andries [in нидерландский] (1896), Pararaton (Ken Arok) of het boek der Koningen van tumapel en van Majapahit / uitg. en toegelicht door J. Brandes, Albrecht & Rusche / M. Nijhoff
- J.J. Ras, 1986, Hikayat Banjar and Pararaton. A structural comparison of two chronicles. In: C.M.S. Hellwig and S.O. Robson (eds.), A man of Indonesian letters (Dordrecht, Cinnaminson: Foris VKI 121, pp. 184–203), ISBN 90-6765-206-7
- Wayan Jarrah Sastrawan (2020) «How to read a chronicle: the Pararaton as a conglomerate text», Indonesia and the Malay World, 48, pp. 1–22.